# William Mulliken
William Danforth "Bill" Mulliken (Urbana, 27 de agosto de 1939 – 17 de julho de 2014) foi um nadador dos Estados Unidos. Ganhador de uma medalha de ouro nos Jogos Olímpicos de Roma em 1960.